# Túnel VI
Túnel VI es un caserío peruano ubicado en el distrito de Paimas, perteneciente a la provincia de Ayabaca del departamento de Piura, al norte del Perú. 

## Toponimia
El nombre Túnel VI se debe a un conducto subterráneo del canal que lleva sus aguas del río Quiróz a la represa de San Lorenzo.

## Ubicación
Túnel VI se ubica al oeste de la provincia de Ayabaca, en el distrito de Paimas, en el departamento de Piura.

## Demografía
En 2017 Túnel VI tenía una población de 374 habitantes.
| Gráfica de evolución demográfica de Túnel VI entre 1993 y 2017 |
|                                                                |
| Fuentes: Población 1993 y 2017                                 |